# Anosia decipiens
Anosia decipiens är en fjärilsart som beskrevs av Butler 1882. Anosia decipiens ingår i släktet Anosia och familjen praktfjärilar. Inga underarter finns listade i Catalogue of Life.